# Лінійні крейсери типу «Аляска»
Крейсери типу «Аляска» — це клас із шести великих крейсерів, замовлених до Другої світової війни для ВМС США . Вони офіційно були класифіковані як великі крейсери (буквене позначення — CB), але їх переважно розглядали як лінійні крейсери. Всі вони були названі на честь організованих інкорпорованих територій або острівних територій США, що підкреслювало їх проміжний статус між великими лінійними кораблями та меншими важкими та легкими крейсерами (лінкори у США традиційно називали на честь штатів, а крейсери — на честь міст). З шести запланованих кораблів, два були завершені, будівництво третього було зупинено 16 квітня 1947 року, а будівництво трьох останніх було скасоване. За останній рік Другої світової війни «Аляска» та «Гуам» служили у ВМС США як кораблі для обстрілів узбереж та ескорту швидкохідних авіаносців. Вони були зняті з експлуатації в 1947 році, маючи відповідно лише 32 та 29 місяців активної служби.

## Історія створення
Ідея класу «великого крейсерів» класу виникла на початку 1930-х років, коли ВМС США прагнули протидіяти «кишеньковим лінкорам» типу «Дойчланд», побудованим Німеччиною. Планування кораблів, які з часом еволюціонували у проект крейсерів типу «Аляска», почалося в кінці 1930-х років після появи німецьких лінійних кораблів типу «Шарнгорст» та чуток про те, що Японія будує новий тип лінійних крейсерів. Щоб виконувати функції «вбивць крейсерів», здатних знаходити та знищувати такі кораблі, значно сильніші за важкі крейсери, побудовані в рамках обмежень Вашингтонської морської угоди, кораблі типу «Аляска» отримали 12-дюймові (305-міліметрові) гармати нової конструкції, обмежений броньовий захист від 12-дюймових снарядів та машини, здатні надати швидкості близько 31-33 вузлів (57-61 кілометр на годину). Як зазначає американський дослідник Річард Воз (Richard Worth), кораблі типу «Аляска» «мали розміри лінкора і спроможності крейсера)». Вони мали співмірну ціну будівництва та утримання, як сучасні їм лінкори, але не годилися для ескадреного бою через недостатній броньовий захист, натомість їх ефективність як кораблів протиповітряного захисту авіаносців не перевищувала значно дешевші крейсери типу «Балтімор».

## Кораблі
| Ім'я                   | Названий на честь              | Бортове позначення | Будівник                                        | Замовлення          | Закладені      | Спущені на воду   | Введено в експлуатацію | Списано з експлуатації | Доля                             |
| ---------------------- | ------------------------------ | ------------------ | ----------------------------------------------- | ------------------- | -------------- | ----------------- | ---------------------- | ---------------------- | -------------------------------- |
| «Аляска»               | Територія Аляска               | CB-1               | Нью-Йоркська суднобудівна корпорація, м. Камден | 9 вересня 1940 року | 17 грудня 1941 | 15 серпня 1943    | 17 червня 1944         | 17 лютого 1947 року    | Розібраний в Ньюарку, 1961 рік   |
| «Гуам»                 | Територія Гуам                 | CB-2               | Нью-Йоркська суднобудівна корпорація, м. Камден | 9 вересня 1940 року | 2 лютого 1942  | 12 листопада 1943 | 17 вересня 1944        | 17 лютого 1947 року    | Розібраний в Балтиморі, 1961 рік |
| «Гаваї»                | Територія Гаваї                | CB-3 _______ CBC-1 | Нью-Йоркська суднобудівна корпорація, м. Камден | 9 вересня 1940 року | 20 грудня 1943 | 3 листопада 1945  |                        |                        | Розібраний у Балтиморі, 1960     |
| USS Philippines (CB-4) | Співдружність Філіппіни        | CB-4               | Скасовано у червні 1943                         | 9 вересня 1940 року |                |                   |                        |                        |                                  |
| USS Puerto Rico (CB-5) | Територія Пуерто-Рико          | CB-5               | Скасовано у червні 1943                         | 9 вересня 1940 року |                |                   |                        |                        |                                  |
| USS Samoa (CB-6)       | Територія Американського Самоа | CB-6               | Скасовано у червні 1943                         | 9 вересня 1940 року |                |                   |                        |                        |                                  |